# João Baptista Lavanha
João Baptista Lavanha   (Lisboa, p. 1555 (Gregorià) - Madrid, 31 de març de 1624), conegut en castellà com Juan Bautista Labaña, va ser un cartògraf i matemàtic portuguès professor de la Real Academia de Matemáticas de Madrid a començaments del segle xvii.

## Vida
Lavanha neix a Lisboa entorn del 1555, en una família d'orígens genovesos dedicada al comerç i, probablement, jueva que, malgrat tot això, gaudeix de la confiança de la corona portuguesa. El 1572 el jove Lavanha ja entra al servei del rei Sebastià I de Portugal. A partir d'aquesta data podrà formar-se a Europa (probablement a Roma), una possibilitat exclosa als seus col·legues peninsulars per la prohibició del rei de Castella Felip II.
El 1580, Felip II passa a ser Rei de Portugal i en alguna de les seves visites a Lisboa pren al seu servei Lavanha, qui anirà a Madrid a donar classes de cosmografia, geografia i matemàtiques a la Academia Real, on va tenir com alumne un jove Lope de Vega, qui li dedicaria el sonet CXV de les seves Rimas (1602). No obstant, i potser degut als problemes que representava el seu origen jueu, el 1591 torna a Lisboa per ordre del rei que el nomena cosmògraf del regne de Portugal. El 1594 és nomenat també catedràtic de matemàtiques. Fins al 1598 en que retornarà a Madrid, dedica els seus estudis als problemes de la navegació. També en aquesta època començarà el treball per a completar el quart volum de les Dècades d'Àsia de João de Barros que s'acabaria publicant el 1615.
En morir Felip II, retorna a Madrid, però el nou rei Felip III el destina a Flandes. De 1602 fins a 1604 viu a Valladolid on realitza treballs hidrogràfics per a la navegació del Pisuerga i l'Esgueva. De 1606 fins a 1621, recuperar el favor del nou rei, Felip III, viu a Madrid on rebrà multitud de càrrecs oficials. Entre 1610 i 1612 viatja per l'Aragó per a fer el conegut mapa de la regió.
Després d'una breu estança a Lisboa entre 1618 i 1621 va tornar a Madrid on morí el 1624, essent enterrat a l'església de San Norbert, que estava on avui es troba el mercat dels Mostenses.
La seva obra, publicada o inèdita, és molt extensa i es compon d'una cinquantena de texts científics de navegació, cartografia o topografia i una dotzena de texts històrics i literaris.